# Else Eberhard-Schobacher

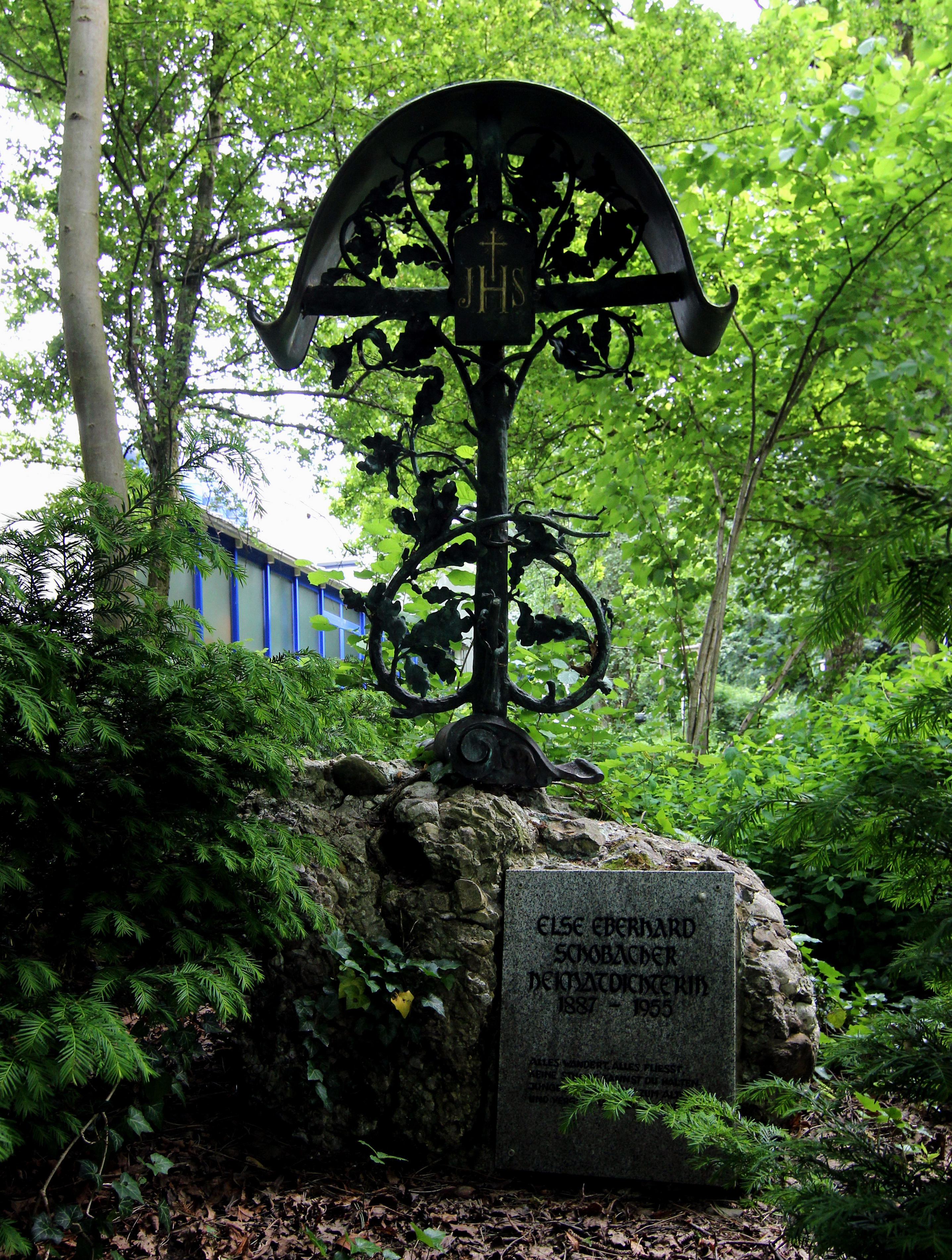
Denkmal an Else Eberhard-Schobacher

Else Eberhard-Schobacher (* 1887 in Passau; † 9. März 1955 in Kempten (Allgäu)) war eine Heimatdichterin des Allgäus. Else Eberhard-Schobacher galt zu Lebenszeiten als wesentlicher Bestandteil der Kemptener Gesellschaft.

## Leben
Else Schobacher kam im Jahr 1887 in Passau auf die Welt. Ihre Jugend verbrachte sie im Allgäu. 1922 heiratete sie den Apotheker Ernst Eberhard und zog in das Haubenschloß. In einem der Türme des kleinen Schlosses hatte die Schriftstellerin ihr Dichterzimmer. In diesem Raum sind die Geschichten Mit Feder und Spaten und der Heimatroman Der Sang ist verschollen entstanden. Zu ihren Theaterstücken gehören der Einakter Badöfele. Das Gedicht Haubenschloßwinter bezog sich auf ihr Wohnhaus. Zu ihren weiteren Werken gehören die Geschichten Freund Igel und Wiesn meiner Kinderzeit, diese werden heute durch ein regionales Theaterprojekt aufgeführt.
Die Autorin verbreitete auch Inhalte mit nationalsozialistischer Ideologie. So verfasste sie 1936 das Allgäuer Mundartstück Funkensonntag, mit dem sie die Aufmerksamkeit nationalsozialistischer Rassen- und Kulturpolitiker erhielt. Dem überzeugten Rassenhygieniker Otto Merkt erschien dieses Stück dafür prädestiniert, den „nationalsozialistischen Gedanken von der Vererbung beim Menschen, der im schwäbischen Volk noch nicht Fuß gefasst hat, zu predigen und zwar besser als gelehrte Vorträge.“ Der Gaukulturwart Richard Knussert zeichnete Else Eberhard-Schobacher für ihre Arbeit aus.
Else Eberhard-Schobacher überlebte den Luftangriff am 3. August 1944 auf dem Schloss, wobei das Bauwerk stark zerstört wurde. Die Schriftstellerin stellte daraufhin eine Gedenktafel mit einer Friedensbotschaft in dem Schlossgarten auf.
Die Heimatdichterin starb am 9. März 1955 an den Folgen eines Verkehrsunfalls in Kempten. Im Rotschlößle, der Stadtteilbibliothek in Sankt Mang, ist ein Eberhard-Schobacher-Zimmer mit einem Teil ihres Nachlasses eingerichtet. 1997 wurde westlich des Allgäu-Gymnasiums ein Denkmal aufgestellt. Ebenso erinnert der Eberhard-Schobacher-Weg an die Schriftstellerin, der direkt neben ihrem Denkmal entlangführt.